# Kabinet-Venetiaan II
Het kabinet-Venetiaan II was een Surinaams kabinet onder leiding van president Ronald Venetiaan. In deze periode was Jules Ajodhia (VHP) vicepresident. Het kabinet regeerde van 4 augustus 2000 tot en met 4 augustus 2005 en volgde op de verkiezingen van 25 mei 2000.

## Economie
De onder governor André Telting van de Centrale Bank van Suriname (CBvS) herstelde economie uit het kabinet-Venetiaan I was onder het kabinet-Wijdenbosch II zodanig verslechterd, dat president-Venetiaan bij zijn aantreden opnieuw een land in crisis aantrof. Grote protesten hadden Wijdenbosch gedwongen om vervroegd verkiezingen uit te schrijven.
Met het aantreden van het kabinet, kwam ook Teltring terug bij de CBvS. Hij bracht de monetaire situatie van Suriname opnieuw in evenwicht en voerde in 2004 de Surinaamse dollar in. In de jaren erna groeide de Surinaamse economie en bleef de inflatie laag. De regering-Venetiaan profiteerde daarbij van de stijgende prijzen van grondstoffen. Daarnaast werd met Nederlandse verdragsmiddelen een groot deel van de buitenlandse schuld afgelost. Tussen 2000 en 2009 daalde de schuld aan het buitenland van 54% tot 13%. De lege schappen van de winkels kwamen vol te liggen, waaronder met luxe consumptiegoederen uit Amerika en Europa.

## Samenstelling
In het kabinet hadden de volgende ministers zitting:
| Kabinet-Venetiaan II                          | Kabinet-Venetiaan II            | Partij   | Leeftijd |
| --------------------------------------------- | ------------------------------- | -------- | -------- |
| President                                     | Ronald Venetiaan (1936)         | NPS      |          |
| Vicepresident                                 | Jules Ajodhia (1945-2024)       | VHP      |          |
| Ministerie                                    | Minister                        | Minister | Minister |
| Defensie                                      | Ronald Assen (1949)             | NPS      |          |
| Buitenlandse Zaken                            | Marie Levens (1950)             | NPS      |          |
| Financiën                                     | Humphrey Hildenberg (1945-2017) | NPS      |          |
| Regionale Ontwikkeling                        | Romeo van Russel (1955)         | NPS      |          |
| Natuurlijke Hulpbronnen                       | Franco Demon                    | NPS      |          |
| Binnenlandse Zaken                            | Urmila Joella-Sewnundun (1968)  | VHP      |          |
| Landbouw, Veeteelt en Visserij                | Geetapersad Gangaram Panday     | VHP      |          |
| Openbare Werken                               | Dewanand Balesar                | VHP      |          |
| Planning en Ontwikkelingssamenwerking         | Stanley Raghoebarsing (1956)    | VHP      |          |
| Volksgezondheid                               | Rakieb Khudabux                 | VHP      |          |
| Handel en Industrie                           | Jack Tjon Tjin Joe (1932-2002)  | PL       |          |
| Handel en Industrie                           | Michael Jong Tjien Fa           | PL       |          |
| Onderwijs en Volksontwikkeling                | Walther Sandriman (1938-2016)   | PL       |          |
| Sociale Zaken en Volkshuisvesting             | Paul Somohardjo (1943)          | PL       |          |
| Sociale Zaken en Volkshuisvesting             | Samuel Pawironadi (1956)        | PL       |          |
| Arbeid, Technologische Ontwikkeling en Milieu | Clifford Marica (1964)          | SPA      |          |
| Justitie en Politie                           | Siegfried Gilds (1939-2020)     | SPA      |          |
| Transport, Communicatie en Toerisme           | Guno Castelen (1962)            | SPA      |          |